# 帝国戦争博物館
帝国戦争博物館（ていこくせんそうはくぶつかん、英: Imperial War Museum、略称IWM）はイギリスの国立博物館組織であり、イギリスに5ヶ所存在する歴史博物館である。王立戦争博物館とも呼ばれる。
そのうち3カ所は、ロンドンに所在する（帝国戦争博物館（IWMロンドン）、軽巡洋艦ベルファスト、チャーチル博物館）。他二か所は、ダックスフォードに所在するダックスフォード帝国戦争博物館（IWMダックスフォード）、マンチェスターにある北帝国戦争博物館（IWMノース）である。

## 概要
第一次世界大戦の記録を残す博物館として、1917年にロンドンに設置された。年間来館者数は100万人近くが訪れられている。
1920年に水晶宮で開館したが、1924年にサウス ケンジントンの帝国研究所へ移転し、最終的に1936年に現在の場所、元王立ベスレム病院があった場所に移された。そこから拡張し、さらに1976年に最初の分館ダックスフォード帝国戦争博物館が公開された。

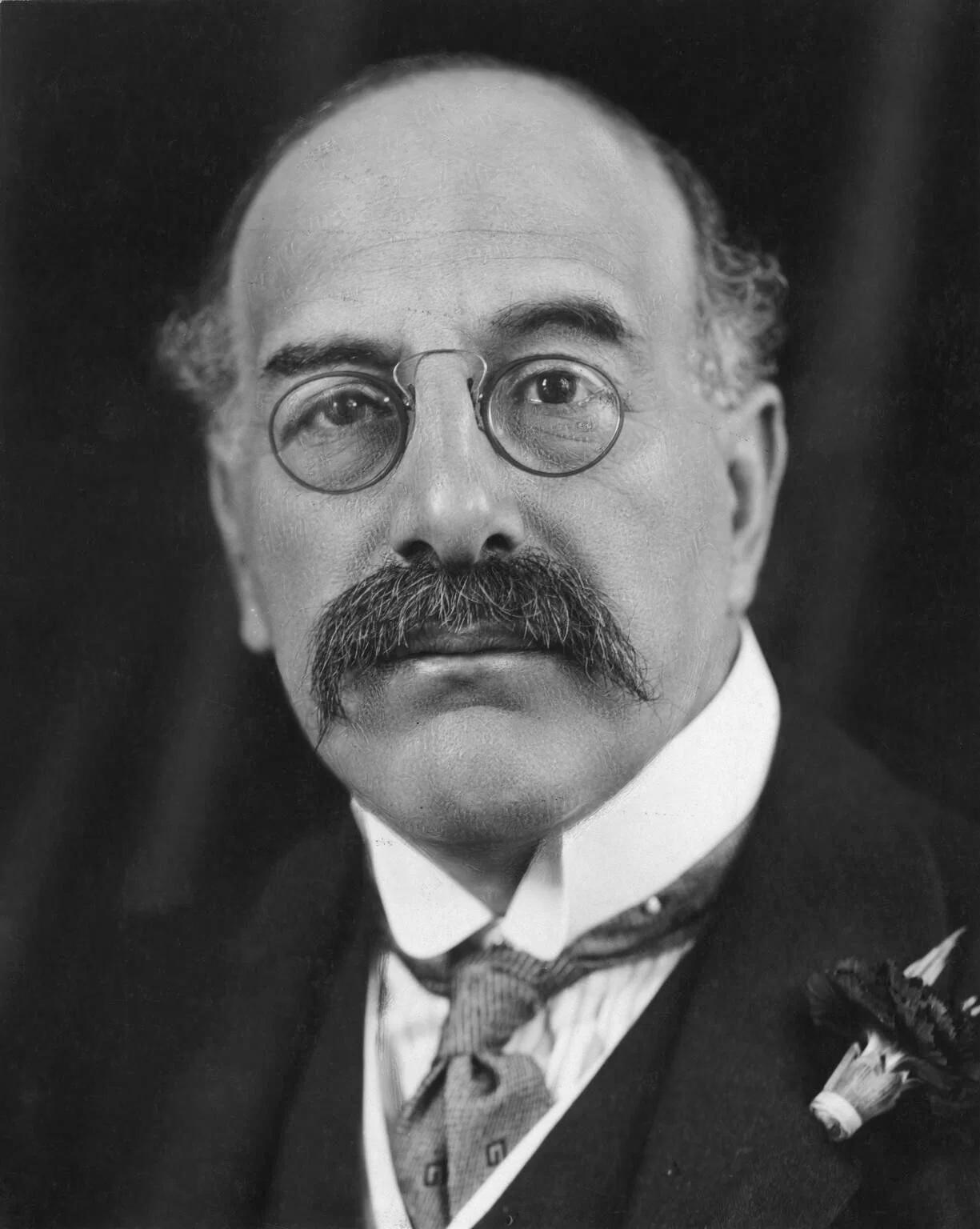
アルフレッド・M. モンド卿、1910年から20年の間に撮影された。

1978年にイギリス海軍の軽巡洋艦「ベルファスト」、1984年にチャーチル博物館、2002年にImperial War Museum Northが開設された。

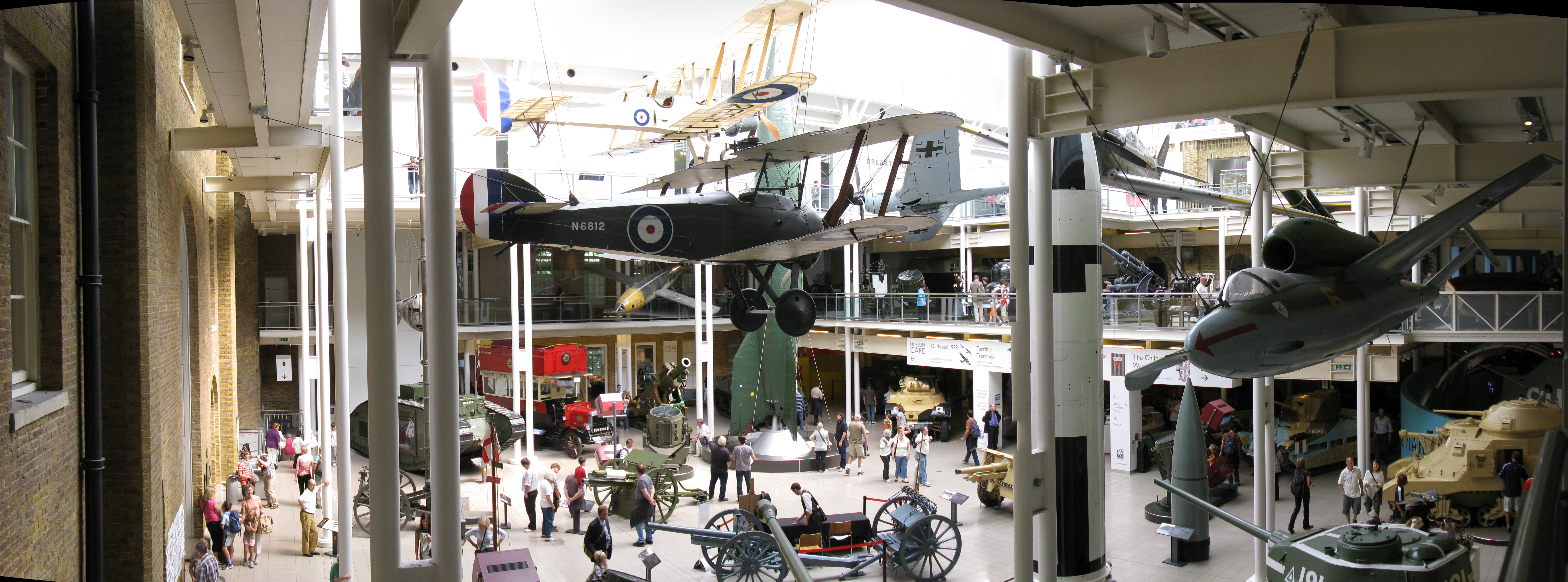
2009年8月のアトリウム（１階）

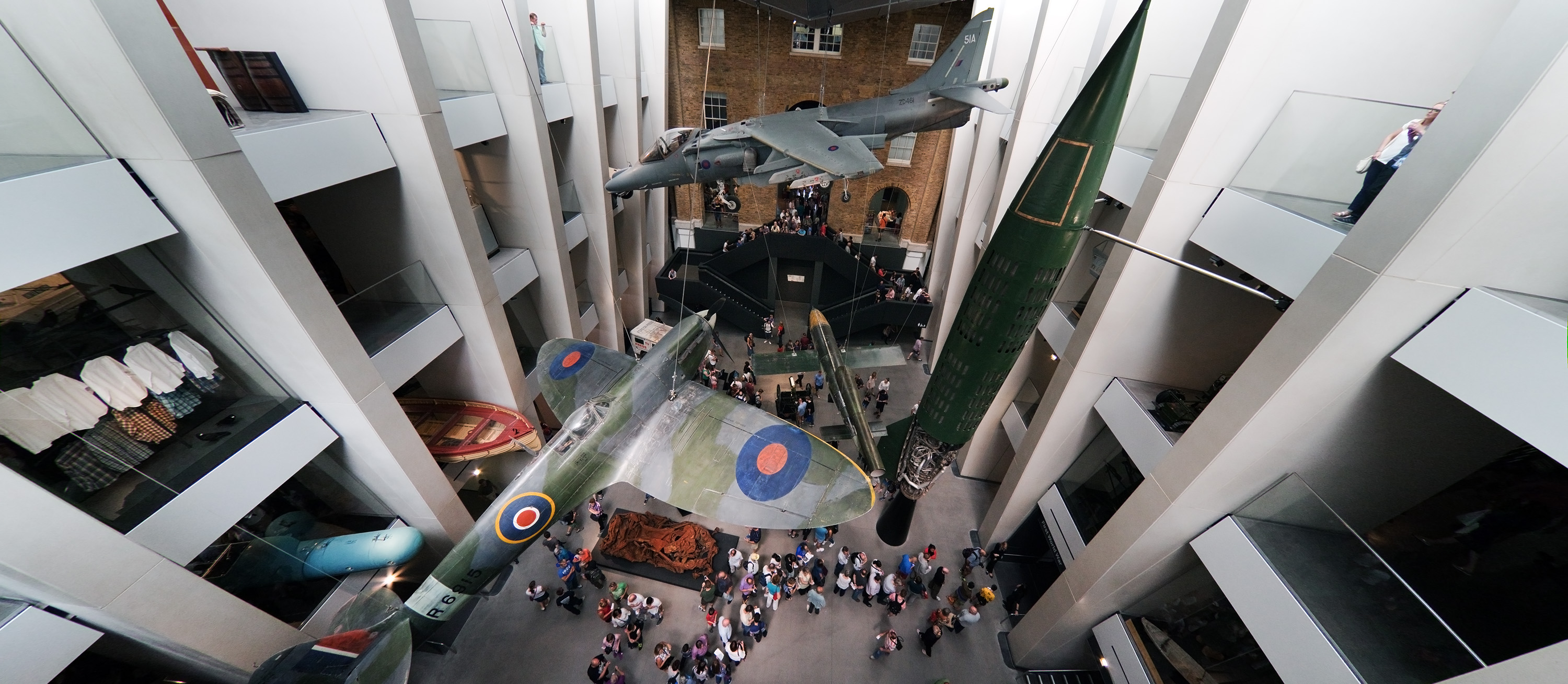
新しいアトリウム、2014年7月。